# Omloop van het Hageland 2016
De 12e editie van de Belgische wielerwedstrijd Omloop van het Hageland werd gehouden op 28 februari 2016, het was de eerste maal dat de wedstrijd behoorde tot de UCI 1.1-categorie. De start en aankomst lagen in Tielt-Winge. Het was de eerste  wedstrijd van de Lotto Cycling Cup 2016. De Italiaanse Marta Bastianelli won de sprint van een uitgedund peloton voor de Canadese Leah Kirchmann en de Finse Lotta Lepistö.

## Uitslag
| Plaats  | Naam                 | Ploeg                                | Tijd     |
| ------- | -------------------- | ------------------------------------ | -------- |
| Winnaar | Marta Bastianelli    | Alé Cipollini                        | 3u17'41" |
| 2       | Leah Kirchmann       | Liv-Plantur                          | z.t.     |
| 3       | Lotta Lepistö        | Cervélo-Bigla                        | z.t      |
| 4       | Shelley Olds         | Cylance                              | z.t      |
| 5       | Lucinda Brand        | Rabobank-Liv Woman                   | z.t.     |
| 6       | Annemiek van Vleuten | Orica-Scott                          | z.t.     |
| 7       | Sarah Roy            | Orica-Scott                          | z.t.     |
| 8       | Jip van den Bos      | Parkhotel Valkenburg                 | z.t.     |
| 9       | Romy Kasper          | Boels Dolmans                        | z.t.     |
| 10      | Tiffany Cromwell     | Canyon-SRAM                          | z.t.     |
| 11      | Kelly Druyts         | Topsport Vlaanderen-Etixx-Guill D'or | z.t.     |
| 12      | Eugénie Duval        | Poitou-Charentes.Futuroscope.86      | z.t.     |
| 13      | Nikki Harris         | Boels Dolmans                        | z.t.     |
| 14      | Sheyla Gutiérrez     | Cylance                              | z.t.     |
| 15      | Emma Johansson       | Wiggle High5                         | z.t.     |
| 16      | Floortje Mackaij     | Liv-Plantur                          | z.t.     |
| 17      | Lauren Kitchen       | Hitec Products                       | z.t.     |
| 18      | Carmen Small         | Cervélo-Bigla                        | z.t.     |
| 19      | Annelies Dom         | Lensworld.eu - Zannata               | z.t.     |
| 20      | Alexis Ryan          | Canyon-SRAM                          | z.t.     |

2005 · 2006 · 2007 · 2008 · 2009 · 2010 · 2011 · 2012 · 2013 · 2014 · 2015 · 2016 · 2017 · 2018 · 2019 · 2020 · 2021 · 2022 · 2023 · 2024 · 2025